# Karim Moussaoui
Karim Moussaoui (Jijel, Algèria, 1976) és un director de cinema algerià.

## Biografia
Karim Moussaoui és membre fundador de l'associació cultural per a la promoció del cinema Chrysalide a Alger. També va dirigir la programació de cinema a l'Institut Francès d'Algèria a Alger durant diversos anys.
El seu migmetratge Les Jours d'avant, seleccionat en diversos festivals (incloent Locarno, Clermont-Ferrand i Brive) i nominat al César al millor curtmetratge el 2015, va obtenir el Gran Premi del jurat al Festival Premiers Plans d'Angers el 2014.
Karim Moussaoui fou premiat el 2016 per la Fundació Gan pel cinema pel seu llargmetratge En attendant les hirondelles, presentat en el marc de la secció Un certain regard al 70è Festival Internacional de Cinema de Canes.
El 2024 la seva pel·lícula L'Effacement fou seleccionada al 17è Festival del Cinema Francòfon d'Angoulême, sota la presidència de Kristin Scott Thomas. És protagonitzada per Sammy Lechea.

## Filmografia

### Com a director
- 2013: Les Jours d'avant (migmetratge)
- 2017: En attendant les hirondelles llargmetratge)
- 2020: Celles qui chantent, segment Les Divas du Taguerabt (curtmetratge)
- 2021: Ain El Djenna (sèrie de televisió)
- 2024: L'Effacement (llargmetratge)

### Com a director de fotografia
- 2020: L'Algérie de Kamel Daoud, de Jean-Marc Giri (documental, emès al programa La Case du siècle de France 5)